# Бёрланд, Роберт
Роберт Бёрланд (англ. Robert Lee Berland; род. 5 ноября 1961, Чикаго) — американский дзюдоист, чемпион и призёр чемпионатов США, призёр Панамериканского чемпионата и Панамериканских игр, призёр чемпионата мира, участник двух Олимпиад.

## Карьера
Выступал в средней (до 86 кг) и полутяжёлой (до 95 кг) весовых категориях. Чемпион (1981—1983, 1986 и 1987 годы), серебряный (1985) и бронзовый (1979) призёр чемпионатов США. Победитель и призёр международных турниров. В 1983 году выиграл серебро Панамериканских игр в Каракасе (Венесуэла). В том же году завоевал бронзу чемпионата мира в Москве. В 1986 году взял серебро Панамериканского чемпионата в Салинасе (Пуэрто-Рико).
На Олимпиаде 1984 года в Лос-Анджелесе завоевал серебряную медаль. На следующей Олимпиаде в Сеуле занял 7-е место.